# Mappamondo della pace
Koordinaten: 43° 34′ 24,4″ N, 12° 27′ 47″ O

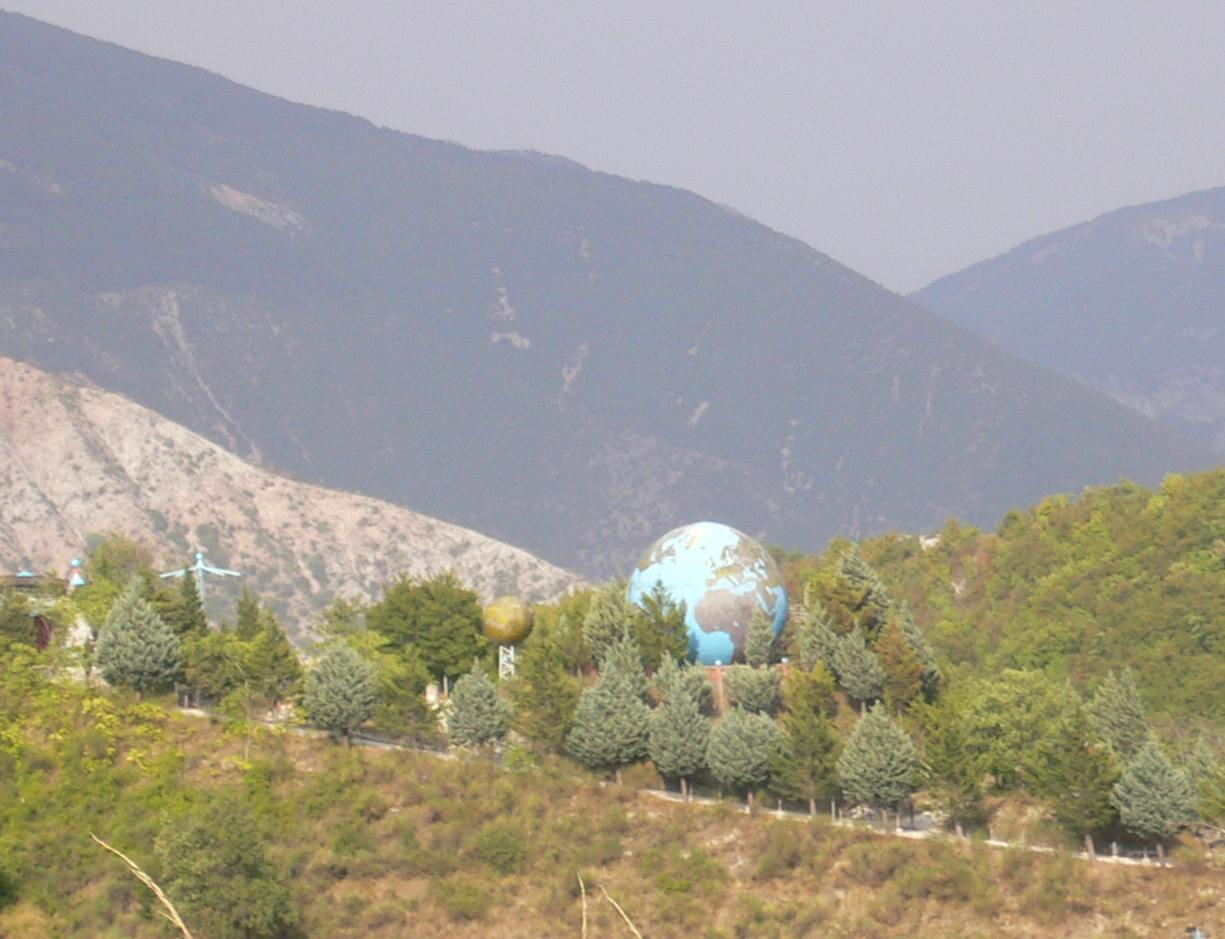
Der Mappamondo della pace in den Hügeln von Colombara (2007)

Der Mappamondo della pace (deutsch Weltkarte des Friedens) ist ein Erdglobus mit einem Durchmesser von 10 Metern in der Hügellandschaft von Colombara, einem Ortsteil von Apecchio in der italienischen Provinz Pesaro und Urbino.
Er war bis zum 23. Juli 1998 weltweit größter drehbarer Globus, bis in Yarmouth, USA, Eartha fertig gestellt wurde.

## Geschichte
Der Globus entstand auf Initiative von Orfeo Bartolucci (1924–2011), einem Maurer, Zimmermann und späteren Bauunternehmer aus Colombara. Er gab an, die Idee zu dem Bau nach einem Besuch des Palazzo Ducale in Venedig in den 1970er Jahren gehabt zu haben. Im Palazzo war ein Globus mit 2 Metern Durchmesser ausgestellt, weshalb er beschloss, einen ähnlichen, aber deutlich größeren zu bauen. Der damalige Größenrekord für einen drehbaren Globus lag bei rund 8,5 Metern, gehalten vom Babson Globe in Wellesley, Massachusetts, USA. Bartolucci beschloss, den Rekord durch einen Globus mit 10 Metern Durchmesser zu brechen.
Die Arbeiten dauerten rund fünf Jahre und wurden 1988 abgeschlossen. Die Einweihung fand im Beisein von Hunderten Menschen statt. Den Großteil der Arbeiten führte Bartolucci persönlich aus, der den Globus in seiner Hoffnung auf Frieden zwischen den Völkern „Mappamondo della pace“ nannte.
Seit November 2010 ist der Zugang für die Öffentlichkeit aufgrund eines Beschlusses des Gemeinderats von Apecchio aus Sicherheitsgründen untersagt. Am 27. Oktober 2012 genehmigte die Gemeindeverwaltung einen Sanierungsplan, doch bis heute (2025) fehlen die notwendigen Mittel für die Durchführung der Arbeiten.

## Beschreibung
Die Tragstruktur besteht vollständig aus Holz, die Erdoberfläche aus Fiberglas und ist mit den verschiedenen Kontinenten handbemalt. Der Umfang beträgt 31 Meter, das Gesamtgewicht liegt bei etwa 180 Tonnen. Der Globus lässt sich mithilfe zweier Motoren drehen. Im Inneren befindet sich eine umfangreiche Ausstellung mit von Bartolucci gesammelten Objekten, darunter Musikinstrumente und Werkzeuge, die für den Bau des Werkes verwendet wurden.